# 饱和运算
饱和运算（saturation arithmetic），即当运算结果大于某上限或小于某下限时，其运算结果为该上限或下限的一种运算方式。
比方说，当运算范围为 {\displaystyle [0,255]} 时：
- {\displaystyle 100+200} 的结果为255，而非300;
- {\displaystyle 100-200} 的结果为0，而非-100;
- 因此，{\displaystyle (100+50)+(100-200)} 首先会被计算成{\displaystyle 150+0}，最终计算得出的结果为150，而非50；
- 若重新排列上述算式，使其成为 {\displaystyle (100+100)+(50-200)}，其计算结果则为200。
- 此外，{\displaystyle 3(150-50)} 的结果为255，非300。
- 而与此同时 {\displaystyle 3(150)-3(50)} 的结果为105，非300。

综上所述，使用饱和运算时，结合律与分配律存在着失效的可能性。

## 用途
由于使用饱和运算容易导致结合律以及分配律失效，这种运算并不常见于抽象数学领域，但在数字电路中广泛使用。